# Coquillettia terrosa
Coquillettia terrosa är en insektsart som beskrevs av Bliven 1962. Coquillettia terrosa ingår i släktet Coquillettia och familjen ängsskinnbaggar. Inga underarter finns listade i Catalogue of Life.